# Diocese do Algarve
A Diocese do Algarve (Dioecesis Pharaonensis) é uma diocese católica desta região do sul de Portugal, com uma história que remonta ao século IV. É dependente da Arquidiocese de Évora.

## História
É antiquíssima a história da Diocese do Algarve. O cristianismo teria entrado no território que actualmente corresponde a Portugal pelo Sul, vindo do Norte de África (morada de grandes Padres da Igreja, como Cipriano de Cartago ou Agostinho de Hipona), onde florescia com especial pujança.
A primeira sede da diocese algarvia foi na cidade romana de Ossónoba, que se presume não ser muito longe da actual Faro. Em 304, o bispo Vicente, primeiro prelado de que há registo histórico, assistiu ao Concílio de Elvira, primeira reunião magna do clero peninsular. O bispado manteve-se aí ao longo da dominação visigótica e mesmo muçulmana, continuando a existir um bispo moçárabe na região, tendo no entanto o termo Ossónoba cedido gradualmente lugar a Šanta Maria al-Harun, isto é, Santa Maria de Faro.
Em 1189, com a reconquista de Silves por D. Sancho I de Portugal, foi recriada a diocese de Ossónoba, na dependência da arquidiocese de Braga, seguindo o rito romano dos cristãos do Norte, naquela cidade (e não em Faro, que permanecia em mãos muçulmanas) sendo no entanto destruída logo em 1191, ante o avanço das forças do Califado Almóada. A restauração definitiva da diocese deu-se por instigação de D. Afonso X de Castela, em 1253, na sequência da pretensa doação do Reino do Algarve pelo emir de Niebla ao monarca castelhano; contudo, ao nomear um novo prelado para a diocese, Afonso X envia-o ao seu futuro genro D. Afonso III de Portugal, a fim de o prover no cargo (reconhecendo assim tacitamente a soberania portuguesa sobre o Algarve).
Não obstante, a diocese agora recriada ficava na dependência da Catedral de Sevilha, sendo que só mais tarde se tornou de novo sufragânea de Braga. Em 1394, com a elevação de Lisboa a metrópole eclesiástica, passou Silves a depender da arquidiocese da capital, e não da bracarense.
Os bispos do Algarve iriam permanecer em Silves até ao século XVI. A sua localização no interior da região e o progressivo assoreamento do rio Arade contribuíram para o declínio da cidade, pelo que o prelado algarvio pediu ao Rei e ao Papa a mudança da Sé-Catedral mais para o litoral. Através da bula «Sacrossancta Romana Ecclesia» (20 de Outubro de 1539), Paulo III autorizou a transferência, e nesse sentido D. João III de Portugal procedeu à elevação de Faro, vila litorânea que então conhecia grande incremento económico e demográfico, ao estatuto de cidade, condição imprescindível para a transferência do bispado.
Porém, o regresso da Sé do Algarve à primitiva Igreja de Santa Maria de Ossónoba/Faro (Sé Catedral de Faro) só se efectuou em 30 de Março de 1577, quando era prelado o insigne humanista e teológo Jerónimo Osório. Entretanto, em 1540, com a elevação de Évora à condição de arcebispado, passou a diocese do Algarve a depender desta.
A residência do Bispo de Faro é o Paço Episcopal de Faro, situado no Largo da Sé.

## Bispos Diocesanos

### Bispos de Ossónoba
1. Vicente (306, 314)
2. Itácio Claro (380)
3. Pedro (589)
4. Saturnino (653)
5. Exarno (666)
6. Belito (683)
7. Agrípio (688, 693)

### Bispos do Algarve em Silves
Bispos encarregados da diocese:
1. D. Nicolau (1189-1191)
2. D. Frei Roberto (1253-1261)
3. D. Garcia (I) (1261-1268)
4. D. Frei Bartolomeu (1268-1292)
5. D. Frei Domingos Soares (1292-1297)
6. D. João (I) Soares Alão (1297-1310/c. 1310)
7. D. Afonso (I) Anes (1312-1320)
8. D. Pedro  (I) (1322-1333)
9. D. Frei Álvaro (I) Pais (1333-1352)
10. D. Vasco (1354-1367)
11. D. João (II) (1367-1370)
12. D. Martinho (I) de Zamora (1371-1379), depois arcebispo de Braga e bispo de Lisboa
13. D. Pedro (II) Cavaleiro[2] (1383)
14. D. Paio Gonçalves de Meira (1384)
15. D. João (III) Afonso de Azambuja (1389-1390), também bispo do Porto, bispo de Coimbra, bispo de Lisboa e cardeal
16. D. Martinho (II) Gil (1391-1401), primeira vez
17. D. João (IV) Afonso Aranha (1404-1407)
18. D. Martinho (II) Gil (1407-1409), segunda vez
19. D. Fernando (I) da Guerra (1409-1414), depois bispo do Porto e arcebispo de Braga
20. D. João (V) Álvaro (1414-1418)
21. D. Garcia (II) de Menezes (1418-1421)
22. D. Álvaro (II) de Abreu (1421-1429)
23. D. Rodrigo (I) (1429-1440)
24. D. Rodrigo (II) Dias ou Rodrigo Diogo (1441-?)
25. D. Luís Pires (1450-1453)
26. D. Álvaro (III) Afonso (1453-1467), depois bispo de Évora
27. D. João (VII) de Melo  (1467-1480), depois nomeado arcebispo de Braga[3]
28. D. Jorge da Costa (1481-1485)
29. D. João (VII) Camelo (1486-1501)
30. D. Fernando (II) Coutinho (1501-1538)
31. D. Manuel (I) de Sousa (1538-1545)
32. D. João (VIII) de Melo (1549-1564)
33. D. Jerónimo (I) Osório da Fonseca (1564-1577)

### Bispos do Algarve em Faro
Bispos encarregados da diocese:
1. D. Jerónimo (I) Osório da Fonseca (1577-1580)
2. D. Afonso (II) de Castelo Branco (1581-1585), também bispo de Coimbra-conde de Arganil e duas vezes vice-rei de Portugal
3. D. Jerónimo (II) Barreto (1585-1589)
4. D. Francisco (I) Cano (1589-1594)
5. D. Fernando (III) Martins de Mascarenhas (1595-1616)
6. D. João (IX) Coutinho (1617-1626)
7. D. Francisco (II) de Menezes (1627-1634)
8. D. Francisco (III) Barreto[desambiguação necessária] (1634-1649)
  - Sede vacante
9. D. Francisco (IV) Barreto (1671-1679)
10. D. José (I) de Menezes (1679-1685)
11. D. Simão da Gama (1685-1703), depois arcebispo de Évora
12. D. António (I) Pereira da Silva[desambiguação necessária] (1704-1715)
13. D. José (II) Pereira de Lacerda (1716-1738)
14. D. Frei Inácio (I) de Santa Teresa (1741-1751)
15. D. Frei Lourenço de Santa Maria e Melo (1752-1783)
16. D. André Teixeira Palha (1783-1786)
17. D. José (III) Maria de Melo[desambiguação necessária] (1786-1789)
18. D. Francisco (V) Gomes de Avelar (1789-1816)
19. D. Joaquim de Sant'Ana Carvalho (1820-1823)
20. D. Frei Inocêncio António das Neves Portugal (1824)
21. D. Bernardo António de Figueiredo (1825-1838)
22. D. António (II) Bernardo da Fonseca Moniz (1844-1854)
23. D. Carlos Cristóvão Genuês Pereira (1855-1863)
24. D. Inácio (II) do Nascimento de Morais Cardoso (1864-1871), depois Patriarca de Lisboa
25. D. António (III) Mendes Belo (1884-1908), depois Patriarca de Lisboa
26. D. António (IV) Barbosa Leão (1908-1919)
27. D. Marcelino António Maria Franco (1920-1955)
28. D. Frei Francisco (VI) Fernandes Rendeiro, OP (1955-1966), depois bispo de Coimbra-conde de Arganil
29. D. Júlio Tavares Rebimbas (1966-1972)
30. D. Florentino de Andrade e Silva (1972-1977)
31. D. Ernesto Gonçalves da Costa (1977-1988)
32. D. Manuel (II) Madureira Dias (1988-2004)
33. D. Manuel (III) Neto Quintas (2004-presente)

## Vigararias
- Vigararia de Faro
- Vigararia de Tavira

## Ordens e congregações religiosas
No espaço territorial da Diocese do Algarve estão implantadas as seguintes ordens religiosas e institutos de vida consagrada: 
- Masculinos
  - Congregação dos Missionários Filhos do Imaculado Coração de Maria (Claretianos)
  - Congregação dos Sacerdotes do Sagrado Coração de Jesus (Dehonianos)
  - Congregação do Espírito Santo (Espiritanos)
  - Ordem dos Frades Menores (Franciscanos)
  - Companhia de Jesus (Jesuítas)
  - Congregação do Santíssimo Redentor (Redentoristas)

- Femininos
  - Ordem das Carmelitas Descalças
  - Congregação da Divina Providência e Sagrada Família
  - Congregação das Irmãs Franciscanas Hospitaleiras da Imaculada Conceição
  - Congregação das Irmãs de Santa Doroteia
  - Filhas de Maria Auxiliadora
  - Franciscanas Missionárias de Maria
  - Instituto das Religiosas do Sagrado Coração de Maria
  - Irmãs Carmelitas Missionárias
  - Irmãs Dominicanas de Santa Catarina de Sena
  - Missionárias da Caridade
  - Missionárias Reparadoras do Sagrado Coração de Jesus

## Escutismo
1. Escutismo nesta diocese: Região do Algarve